# Super Tennis
Super Tennis es videojuego de tenis lanzado en 1991 para la Super Nintendo. Fue un juego que salió junto al lanzamiento de la videoconsola para demostrar su potencia. A pesar de su gran nivel técnico para ser un juego de primera hornada la serie no fue continuada con posteriores secuelas pero Nintendo, aprovechando la diversión multijugador de las partidas de tenis, creó otro juego de tenis para la Nintendo 64 utilizando a Mario y compañía como tenistas dando lugar a una nueva franquicia del personaje (Mario Tennis). Este juego no debe ser confundido con un juego de Sega Master System del mismo nombre.
El juego contiene tres modos diferentes de juego. El singles mode en el cual puedes competir contra una persona o contra la máquina. El doubles mode en el cual compites con un personaje controlado por la máquina o por un jugador contra dos jugadores controlados por la máquina. Y, por último, está el Circuit Mode, el cual equivaldría a un modo historia, en el cual tienes una gran cantidad de torneos en los cuales tienes que obtener buenas puntuaciones para conseguir acabar el número uno en los rankings. El juego consta de cuatro pequeños torneos y de cuatro grandes torneos, cada uno en uno de los tres tipo de pistas: hard (cemento), lawn (césped) y clay (tierra batida).
Otra gran característica del juego es que el modo de jugar en cada tipo de pista se difiere mucho entre ellas. Por lo que se necesita ser habilidoso en todos los tipos de pista (ya que cada uno de los torneos tiene un tipo distinto a los otros) pudiendo que un jugador se acostumbre a un tipo de golpes y velocidad de un circuito pero que en los otros le cueste demasiado. Este permite utilizar diferentes técnicas para vencer al oponente haciendo que tu juego sea más duro e interesante en las pistas donde seas más débil.
Además, el juego te permite seleccionar entre 20 personajes, 10 masculinos y 10 femeninos, con diferentes características y estilos de juegos (en el Circuit mode solo puedes enfrentarte contra personajes del mismo sexo).